# 尼泊尔驻成都总领事馆
尼泊尔驻成都总领事馆设立于中国成都市。2021年5月24日开馆，是尼泊尔在中国设立的第四个总领事馆。

## 历史沿革
2019年10月，中国国家主席习近平对尼泊尔进行国事访问。期间，双方发表联合声明，中方同意尼方在成都市设立总领事馆。
首任总领事吉米雷于2021年3月上任。2021年5月24日正式开馆。在此之前，尼泊尔在香港、广州和拉萨设有总领事馆，在上海委派名誉领事。

## 领区
领区包括四川省、重庆市和贵州省。

## 历任总领事
- 迪尼斯·库马尔·吉米雷（Dinesh Kumar Ghimire）：2021年3月-2023年9月
- 苏雷什·劳特（Suresh Raut）：2023年11月至今